# Distrito electoral de Meridian (condado de Jefferson, Nebraska)
Meridian (en inglés: Meridian Precinct) es un distrito electoral ubicado en el condado de Jefferson en el estado estadounidense de Nebraska. En el Censo de 2010 tenía una población de 79 habitantes y una densidad poblacional de 0,84 personas por km².

## Geografía
Meridian se encuentra ubicado en las coordenadas 40°13′30″N 97°18′59″O / 40.22500, -97.31639. Según la Oficina del Censo de los Estados Unidos, Meridian tiene una superficie total de 93.62 km², de la cual 92.49 km² corresponden a tierra firme y (1.2%) 1.12 km² es agua.

## Demografía
Según el censo de 2010, había 79 personas residiendo en Meridian. La densidad de población era de 0,84 hab./km². De los 79 habitantes, Meridian estaba compuesto por el 93.67% blancos, el 2.53% eran afroamericanos, el 1.27% eran amerindios, el 0% eran asiáticos, el 0% eran isleños del Pacífico, el 0% eran de otras razas y el 2.53% pertenecían a dos o más razas. Del total de la población el 0% eran hispanos o latinos de cualquier raza.